# Taking It All Too Hard
Taking It All Too Hard è un singolo del gruppo musicale inglese Genesis, pubblicato nel 1984 ed estratto dall'album Genesis.

## Tracce
- 7"

1. Taking It All Too Hard
2. Silver Rainbow

## Formazione
- Phil Collins – batteria, percussioni, voce
- Tony Banks – tastiera
- Mike Rutherford – chitarra, basso

## Classifiche
| Classifica (1984)                | Posizione massima |
| -------------------------------- | ----------------- |
| Stati Uniti                      | 50                |
| Stati Uniti (adult contemporary) | 11                |
| Stati Uniti (mainstream rock)    | 41                |